# 벨로루스카야역 (콜체바야선)
벨로루스카야 역(러시아어: Белору́сская)은 모스크바 지하철 콜체바야 선의 역이다. 1952년 1월 30일에 개장했다.

## 환승
벨로루스카야 역에서는 자모스크보레츠카야 선의 벨로루스카야 역으로 갈아탈 수 있다.